# Titanattus saevus
Titanattus saevus là một loài nhện trong họ Salticidae.
Loài này thuộc chi Titanattus. Titanattus saevus được Elizabeth Maria Gifford Peckham & George William Peckham miêu tả năm 1885.